# Mam
Pour les articles homonymes, voir MAM.
Le mam est une langue maya parlée principalement au Guatemala, dans les départements de Quetzaltenango, de San Marcos et de Huehuetenango, ainsi qu’au Mexique dans l’État de Campeche et l’État du Chiapas, par environ 686 000 Mams.

## Écriture
La langue, comme les autres langues mayas du Guatemala, est dotée d'une écriture basée sur l'alphabet latin, dérivée, en partie, de l'orthographe espagnole.
| a | b’ | ch | ch’ | e | i  | j  | k   | k’ | ky  | ky’ | l | m | n | o | p |
| q | q’ | r  | s   | t | t’ | tx | tx’ | tz | tz’ | u   | w | x | ẍ | y | ’ |

| a | bꞌ | ch | chꞌ | d | e | g  | i  | j   | k  | kꞌ  | ky | kyꞌ | l | m  | n | o |
| p | q  | qꞌ | r   | s | t | tꞌ | ts | tsꞌ | tx | txꞌ | u  | w   | x | xh | y | ꞌ |

| a   | b | c | c’ | ch | ch’ | cy | y’  | e  | i   | j  | k   | k’ | l | m | n | o | p | qu |
| q’u | r | s | s̈  | t  | t’  | tx | tx’ | tz | tz’ | tz̈ | tz̈’ | u  | w | x | ẍ | y | ’ |    |

## Phonologie
Les tableaux présentent les phonèmes du mam, avec à gauche l'orthographe en usage.

### Voyelles
|         | Antérieure    | Centrale      | Postérieure   |
| ------- | ------------- | ------------- | ------------- |
| Fermée  | i [i] ii [iː] |               | u [u] uu [uː] |
| Moyenne | e [e] ee [eː] |               | o [o] oo [oː] |
| Ouverte |               | a [a] aa [aː] |               |

### Consonnes
|               |               | Bilabiale | Alvéolaire | Rétrofl.  | Palatale   | Vélaire | Uvulaire | Glottale |
| ------------- | ------------- | --------- | ---------- | --------- | ---------- | ------- | -------- | -------- |
| Occlusives    | Sourdes       | p [p]     | t [t]      |           | ky [kʲ]    | k [k]   | q [q]    | ’ [ʔ]    |
| Occlusives    | Éjectives     |           | tʼ [tʼ]    |           | kyʼ [k’ʲ]  | kʼ [kʼ] | qʼ [qʼ]  |          |
| Occlusives    | Implosives    | bʼ [ɓ]    |            |           |            |         |          |          |
| Fricatives    | Fricatives    |           | s [s]      | x [ʂ]     | ẍ (xh) [ʃ] |         | j [χ]    |          |
| Affriquées    | Sourdes       |           | tz [t͡s]    | tx [t͡ʂ]   | ch [t͡ʃ]    |         |          |          |
| Affriquées    | Éjectives     |           | tzʼ [t͡sʼ]  | txʼ [t͡ʂʼ] | chʼ [t͡ʃʼ]  |         |          |          |
| Nasales       | Nasales       | m [m]     | n [n]      |           |            |         |          |          |
| Liquides      | Liquides      |           | l [l]      |           |            |         |          |          |
| Roulées       | Roulées       |           | r [r̃]      |           |            |         |          |          |
| Semi-voyelles | Semi-voyelles | w [w]     |            |           | y [j]      |         |          |          |